# Єлизаров Володимир Миколайович
Володимир Миколайович Єлизаров (рос. Владимир Николаевич Елизаров; нар. 22 липня 1925, Москва, СРСР — пом. 1999) — радянський спортсмен (хокей із шайбою, футбол і хокей з м'ячем).

## Спортивна біографія
Розпочинав у московських командах «Буревісник» та «Локомотив». Своєю грою привернув увагу представників тренерського штабу ЦБЧА. У переможниж сезонах 1950 та 1951 провів у складі футбольної команди армійського клуба по 5 матчів. У кубку СРСР 1951 був учасником трьох поєдинків та забив два гола (у фіналі не виступав).
Найбільших успіхів досяг у хокеї із шайбою. За чотири сезони здобув титул чемпіона та двічі був срібним призером національного чемпіонату. Був одним з гравців основного складу. У 1953 році захворів на туберкульоз і був змушений піти з команди.
З 1953 по 1955 рік виступав у змаганнях з хокею з м'ячем. У складі ЦСК МО двічі переміг у чемпіонаті СРСР та став найкращим бомбардиром ліги у 1955 році.
Після двох років вимушеної перерви повернувся до команди Анатолія Тарасова. За чотири роки здобув три золоті та одну срібну нагороду чемпіонату СРСР. Всього у чемпіонатах СРСР провів 120 матчів та забив 81 гол. Володар кубка СРСР 1956. За результатами сезону 1957/58 був обираний до символічної збірної.
У складі національної збірної виступав протягом двох років. Срібний призер чемпіонату світу та чемпіон Європи 1958. На чемпіонаті світу провів 7 поєдинків (шість закинутих шайб), а всього у складі збірної СРСР — 18 матчів (12 голів).
Працював тренером у молодіжних командах «Спартака» та ЦСКА. Серед його вихованців: Володимир Шадрін, Олександр Якушев, Володимир Вікулов та Віктор Полупанов.

## Досягнення

### Хокей із шайбою
- Срібний призер чемпіонату світу (1): 1958
- Чемпіон Європи (1): 1958
- Чемпіон СРСР (4): 1950, 1956, 1958, 1959
- Срібний призер (1): 1952, 1953, 1957
- Володар кубка СРСР (1): 1956
- Фіналіст кубка СРСР (1): 1953

### Футбол
- Володар кубка СРСР (1): 1951

### Хокей з м'ячем
- Чемпіон СРСР (2): 1954, 1955
- Найкращий бомбардир чемпіонату (1): 1955 (14 голів)